# Святой Дух

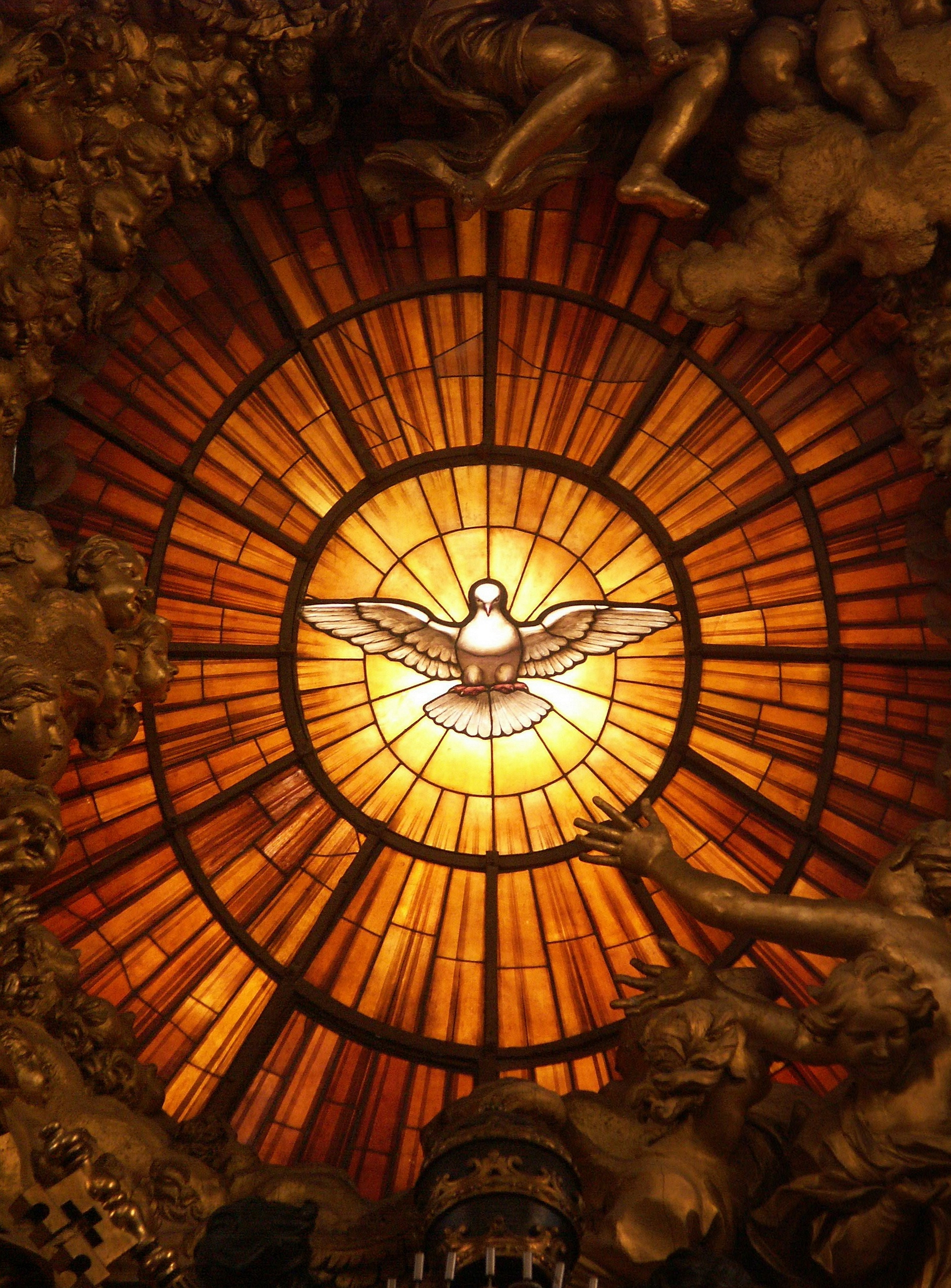
Голубь Святого Духа в Соборе Святого Петра

Святой Дух, Бог Дух (ивр. רוח הקודש‎, греч. πνεῦμα ἅγιον, лат. spiritus sanctus) — в христианстве третья ипостась Единого Бога — Святой Троицы.
Раннее христианство считало, что его время является мессианским и, таким образом, исполнением ветхозаветного предсказания из Иоил. 2:28 (ср. Деян. 2:16, 17). С этой только, благодаря приходу в мир Иисуса Христа, его распятию и его предстательству за верующих в него Святой Дух впервые был «дан» людям во всей его полноте, которая была неведом во времена пророков. Христос «послал» Святого Духа, и тот «свидетельствует» о Христе (Ин. 15:26; ср. также 14, 16 и 26). Святой Дух сошёл на апостолов в Пятидесятницу (Деян. 2), и с этого времени нерасторжимо соединён с Христианской церковью; благодаря нему действительны её таинства и правильно её учение; он «наставляет» верующих «на всякую истину» (Ин. 16:13). Таким образом учение о Святом Духе перешло в мистику церкви.
Слово, обозначающее «Святой Дух», имеет грамматический мужской род в русском языке, на латыни (Spiritus Sanctus), в то же время — на иврите (רוח הקדש‎), в арамейском и в прочих семитских языках (Ру́ах) — женского рода, в то время как в греческом (Агио Пне́вма — Άγιο Πνεύμα) — среднего.

## Иудаизм
Выражение «Святой Дух» (ивр. רוח הקודש‎, Руах ха-Кодеш) появляется в Танахе нечасто, например, один раз в Пс. 50:13, дважды в Ис. 63:10—11. При этом слово словосочетание «Дух Божий» (др.-евр. רוח אלהים) употребляется множество раз, первый раз в Быт. 1:2. В иудаизме Бог един, идея двоичности или троичности Бога для иудеев неприемлема. Термин Руах ха-Кодеш находится часто в талмудической литературе. В некоторых случаях это относится к пророческим вдохновениям, а в других она используется в качестве обозначения силы Бога. Пророческое видение пророк Иезекииль называет «руах Элохим» («дух Божий») или «руах Адонай» («дух Господень»). У иудеев «святой дух» имеет определённую степень персонификации (преимущественно — в Агаде), но он остаётся «качеством, принадлежащим Богу, одним из его атрибутов», тогда как в христианстве Святой Дух — Одно из Лиц Триединого Бога.
В иудаизме ссылок на Дух Божий, Святой Дух Яхве предостаточно, однако он отвергает любую идею, что Святой Дух — это вечный Бог, как часть триединого Божества. При этом существительное «руах» (ивр. רוח‎), часто использующееся в отношении Духа Всемогущего Бога, а также вообще относится к понятию «дух», буквально означает «дыхание» или «ветер». Существительное «руах», так же, как русское слово «дыхание», означает либо ветер, либо невидимую движущую силу.
Таким образом, Святой Дух всегда воспринимался и воспринимается до сих пор иудаизмом как действующая сила, дыхание самого Бога Яхве, которыми Он всё делает и творит. Впоследствии же словом «дух» (ивр. רוח‎) стали обозначать самостоятельное сверхземное существо. Такое обозначение встречается в некоторых апокрифических сочинениях, а также в Талмуде и Мидраше. Особенное развитие получило это представление в христианстве. В христианском богословии речь идёт уже не об особом качестве Господа, не об исходящем от Него просветлении, а об объективно существующем, живом и личном Начале. Такому воплощению Святой Дух никогда, вероятно, не подвергался у евреев; но и евреи усматривали в нём иногда эманацию Божественной силы, действующей самостоятельно.

## Христианство

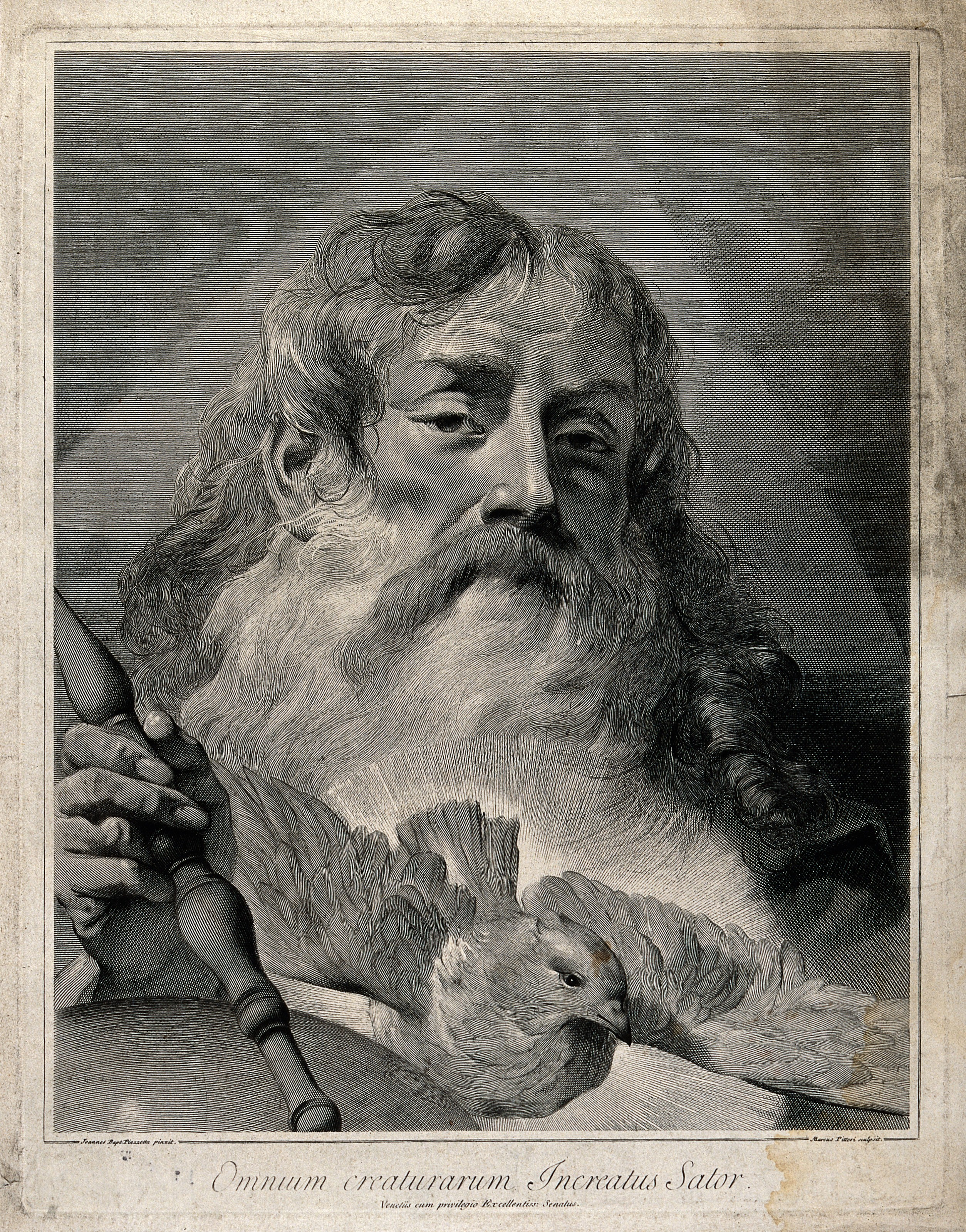
Бог Отец и Святой Дух, гравюра Дж. М. Питтери по мотивам Дж. Б. Пьяццетты

Важность Святого Духа в жизни каждого верующего признаёт большинство традиционных христианских конфессий. Святой Дух — лицо Троицы, через которое триединый Бог действует в человеке и церкви. Если понятие Бога Отца было первостепенным в Ветхом Завете, служение Сына — в период, описанный в Евангелиях, то в настоящий момент в Христианской церкви более заметны Дары Святого Духа.

### Развитие представлений о Святом Духе
В седьмой главе Дидахе содержится формула крещения «во имя Отца и Сына и Святого Духа».
В конце I века святой Климент Римский соединил три Лица Троицы: «жив Бог и жив Господь Иисус Христос и Дух Святый, вера и надежда избранных». Он же задал риторический вопрос: «Не одного ли Бога и одного Христа имеем мы? Не один ли Дух благодати излит на нас?». Также святой Климент упоминает Духа как автора и вдохновителя Священного Писания. Ориген утверждал, что Дух Святой «обладает таким достоинством и властью» и «сопричастнен» Отцу и Сыну. О поклонении Духу Святому говорит Ипполит Римский. О полной божественности Духа Святого и Его единосущности с Отцом и Сыном заявлял святитель Афанасий Великий.
Одновременно в церкви появились и противоположные взгляды на природу Святого Духа. Так, Константинопольский епископ Македоний в IV веке выражал мнение, будто Дух Святой — «слуга и служитель одного уровня с ангелами» и подчинён Богу Отцу и Сыну. Кизикский епископ Евномий высказывался о происхождении Духа «вследствие повеления Отца и действия Сына». Учения македониан и евномиан о Духе Святом были рассмотрены на Константинопольском соборе в 381 году, признаны еретическими и преданы анафеме.
В Средние века интерес к Духу Святому подогревался спорами о филиокве. В конечном итоге различные взгляды на природу схождения Духа Святого стали одним из поводов для Великого раскола.
В ходе реформации Жан Кальвин заявил о том, что Святой Дух доносит смысл Священного Писания до сердец и умов верующих. Джон Уэсли (основатель методизма) учил об участии Святого Духа в «освящении» верующего. Продолжением взглядов Уэсли стало движение святости в XIX веке. В XX веке учение о крещении Духом Святым стало одним из самых главных догматов пятидесятников, харизматов и других протестантских церквей и групп верующих.

### Действия Святого Духа
С точки зрения христианства, Святой Дух вместе с Отцом и Сыном является Творцом невидимого и видимого миров —

В начале сотворил Бог небо и землю. Земля же была безвидна и пуста, и тьма над бездною, и Дух Божий носился над водою.
— Быт. 1:1-2

Дух Божий создал меня, и дыхание Вседержителя дало мне жизнь.
— Иов. 33:4
Ещё царь Давид молился в Ветхом Завете о ниспослании ему Духа Святого:

Сердце чистое сотвори во мне, Боже, и дух правый обнови внутри меня. Не отвергни меня от лица Твоего и Духа Твоего Святаго не отними от меня. Возврати мне радость спасения Твоего и Духом владычественным утверди меня.
— Пс. 50:12-14
Христиане верят, что Святой Дух на протяжении всей истории нисходил на отдельных людей с целью облечь их сверхъестественными способностями: на пророков, священников, праведных иудейских царей, апостолов, христианских мучеников и всех святых.
Христиане верят, что через действие Святого Духа воплотился Бог-Сын —

Дух Святый найдет на Тебя, и сила Всевышнего осенит Тебя; посему и рождаемое Святое наречется Сыном Божиим.
— Лук. 1:35
В Евангелие от Иоанна сообщается, что Иисус Христос говорил, что Святой Дух впоследствии «обличит мир о грехе, о правде и о суде» (Ин. 16:7-11).
Иисус Христос также называл Святого Духа Утешителем:

Когда же придёт Утешитель, Которого Я пошлю вам от Отца, Дух Истины, Который от Отца исходит, Он будет свидетельствовать о Мне.
— Ин. 15:26
Очевидно, здесь раскрывается функция Святого Духа в том, что Он будет свидетельствовать об Иисусе Христе.
Святым Духом происходит преложение Святых Даров: хлеба и вина в Тело и Кровь Христа —
Преложив Духом Твоим Святым. Аминь. Аминь. Аминь.
Эпиклеза в Литургии византийского обряда
С действиями Святого Духа связывают такие религиозные понятия, как: крещение Святым Духом, плод Святого Духа, дары Святого Духа.

#### Крещение Святым Духом
Пятидесятники и некоторые представители иных христианских конфессий верят, что крещение Духом Святым доступно для всех верующих (независимо от традиции Церкви) после дня Пятидесятницы и является не только обрядом, но и личным духовным переживанием, в некоторых случаях сопровождающимся различными эмоциями.

я крестил вас водою, а Он (Иисус) будет крестить вас Духом Святым
— Мк. 1:8

Находившиеся в Иерусалиме Апостолы, услышав, что Самаряне приняли слово Божие, послали к ним Петра и Иоанна, которые, придя, помолились о них, чтобы они приняли Духа Святаго. Ибо Он не сходил еще ни на одного из них, а только были они крещены во имя Господа Иисуса. Тогда возложили руки на них, и они приняли Духа Святаго.
— Деян. 8:14—17

#### Дары Святого Духа
Дары Святого Духа — это сверхъестественные проявления Святого Духа в верующих людях. Христиане верят, что духовные дары даются верующим (или давались во дни жизни апостолов) для выполнения определённых записанных в Библии Божественных постановлений, таких как:
- обращение неверующих людей (1Кор. 14:24, 25)
- созидание Церкви Христовой (Еф. 4:11)
- назидание поместной общины и её членов (1Кор. 14:12, 1Кор. 14:3)
- личное назидание верующего (1Кор. 14:4)

Тема даров Святого Духа подробно рассматривается апостолом Павлом в 1-м послании к Коринфянам, в главах 12-14. Основополагающими считаются вступительные слова:

Но каждому дается проявление Духа на пользу. Одному дается Духом слово мудрости, другому слово знания, тем же Духом; иному вера, тем же Духом; иному дары исцелений, тем же Духом; иному чудотворения, иному пророчество, иному различение духов, иному разные языки, иному истолкование языков. Все же сие производит один и тот же Дух, разделяя каждому особо, как Ему угодно.
— 1Кор. 12:7-11
В патристике отмечается, что ключом к пониманию этих даров является слово «проявление». Святой Дух, обитающий внутри верующего, невидим. Но, благодаря действию даров, Дух Божий являет Себя органам чувств человека. Говоря иначе, каждый из этих даров является сверхъестественным проявлением Духа Святого, обитающего в верующем и действующего через него. И поскольку эти дары являют не верующего, но личность Духа Святого, то все они сверхъестественны по своему характеру. Святитель Феофан Затворник считает, что «слова „явление Духа“ значат явное действие Духа, обнаружение Его, заметное для всех».
В пятидесятничестве и харизматическом движении, где духовным дарам придаётся усиленное внимание, проявления Святого Духа общепринято классифицировать по трём различным группам:
- Дары речи — дары, действующие через органы речи человека (пророчество, разные языки, истолкование языков)
- Дары откровения — дары, предоставляющие сверхъестественные откровения (слово мудрости, слово знания, различение духов)
- Дары силы — дары, демонстрирующие силу Божью в физической реальности (вера, дары исцелений, чудотворения)[14]

Дары Духа согласно Книге пророка Исаии (Ис. 11:2, 3):
- 1 — премудрость
- 2 — разум
- 3 — дух совета
- 4 — крепость (мужество)
- 5 — ведение (знание)
- 6 — благочестие
- 7 — страх Господень

#### Плоды Святого Духа
Плоды Святого Духа — добродетели, которые требуют, помимо усилий самого человека, содействия Бога. По толкованию Феофилакта Болгарского, «от нас дается семя, то есть произволение, но чтобы стать ему плодом — это зависит от Бога». Их называет апостол Павел в 5-й главе Послания к Галатам:

Плод же Духа: любовь, радость, мир, долготерпение, благость, милосердие, вера, кротость, воздержание.
— Гал. 5:22-23

#### Дух Святой как Учитель
На Тайной вечере, Иисус сказал, что Отец Небесный пошлёт апостолам Духа Святого, который научит всему:

Утешитель же, Дух Святый, Которого пошлет Отец во имя Мое, научит вас всему и напомнит вам все, что Я говорил вам.
— Ин. 14:26

### Видимые явления Святого Духа
В Новом Завете описаны следующие видимые явления Святого Духа:
- В виде голубя (Лк. 3:22, Мф. 3:16, Мк. 1:10, Ин. 1:32). Этот эпизод, описывающий Крещение Господне, является в христианской иконографии единственно возможным сюжетом, в котором допустимо изображение Духа Святого в виде голубя, сходящего с Небес. То есть все прочие изображения голубя, не связанные с сюжетом Крещения Господа, не изображают Духа, но всего лишь голубя.
- В виде огненных языков (Деян. 2:3).
- В виде иных языков, когда люди, на которых снизошёл Дух Святой, начинали говорить на разных языках, которых до этого эти люди не знали (Деян. 2:3-10).

### Теология Святого Духа
- В Евангелиях назван очищающей силой (Мф. 3:11) и преемником Иисуса Христа (Ин. 16:13).
- В православии, католицизме и большинстве протестантских конфессий о Святом Духе говорится как о самостоятельной личности Божества, единосущной Богу Отцу и Богу Сыну, что и было зафиксировано на II Вселенском Соборе
- В средневековой мистике развилось учение о Святом Духе как о символе новой постхристианской эпохи — Эры Святого Духа (Иоахим Флорский).
- В некоторых сектах эксплуатируется идея догматической непрояснённости Святого Духа и развивается учение о новых воплощениях Святого Духа (Мария Дэви Христос, Элис Лаквена, Нирмала Шивастава), аналогичных Иисусу Христу.

### Хула на Духа Святого
Согласно Евангелию, грех хулы на Святого Духа не прощается:

22 Тогда привели к Нему бесноватого слепого и немого; и исцелил его, так что слепой и немой стал и говорить и видеть.
23 И дивился весь народ и говорил: не это ли Христос, сын Давидов?
24 Фарисеи же, услышав сие, сказали: Он изгоняет бесов не иначе, как силою веельзевула, князя бесовского.
...
31 Посему говорю вам: всякий грех и хула простятся человекам, а хула на Духа не простится человекам;
32 если кто скажет слово на Сына Человеческого, простится ему; если же кто скажет на Духа Святаго, не простится ему ни в сем веке, ни в будущем.
— Мф. 12:22-32
Иисус сказал это после обвинения Его со стороны фарисеев в том, что Он силой князя бесовского изгоняет бесов.
Согласно толкованию святых Исидора Пелусиотского и Василия Великого хула на Духа Святого — это приписывание действия Духа Божьего князю бесовскому. Иоанн Златоуст считал, что хула на Духа Святого — это отвержение человеком очевидной истины.

### День Святого Духа
Праздник День Святого Духа в католицизме празднуется на 50-й день после Пасхи, одновременно с Пятидесятницей (всегда в воскресенье). В православии празднуется на 51-й день после Пасхи, то есть на следующий день после Пятидесятницы (всегда в понедельник). Этот праздник отмечается и в других христианских церквях.

## В культуре
Несмотря на связь с официальной христианской религией идея Святого Духа сохраняла и близкую связь со сферой вдохновения, которое не связано институциональными формами, с избранничеством («харизматичностью»), которое не зависит от сана или в целом от места в иерархии. По этой к ссылке на авторитет Святого Духа часто ссылались течения, объявленные господствующей церковью еретическими, которые выступали против иерархической институциональности. Такая направленность разделялась, например, монтанистами во II веке, «Братьями свободного духа» в XIII—XIV веках, различными сектами Нового времени. Итальянский средневековый мыслитель Иоахим Флорский предложил концепцию, по которой после «эры Отца» (верхозаветной) и «эры Сына» (новозаветной) ожидается «эра Святого Духа» — время свободы, когда насильственную дисциплину заменит любовь и мирное существование, а буквальное понимание Библии сменится её «духовной» интерпретации. Итальянский политический деятель XIV века Кола ди Риенцо именовал себя называл себя «рыцарем Святого Духа» и использовал связанную со Святым Духом символику.
В христианской традиции Святой Дух изображается в облике голубя: голубица; в еврейском и арамейском языках слова, обозначающие «духа» — женского рода. Согласно древнему апокрифу Христос даже именует Святой Дух «матерью». Считается, что образе голубицы Святой Дух явился над водами Иордана при крещении Иисуса (Мф. 3:16; Мк. 1:10; Лк. 3:22). Ср. библейское первозданное состояние мира: «и дух Божий носился над водою» (Быт. 1:2); глагол еврейского оригинала дан по отношению к птице-матери, которая высиживает птенцов и витает над ними с кормом (напр., Втор. 32:11). Появляется образ мировой птицы, которая своим теплом согревает мировое яйцо. Фольклорно-сказочное олицетворение таких метафор передают распространённые у исламских народов представления о чудесной гигантской птице рух (араб. ruch‎, «дух»).